# 城門谷游泳池

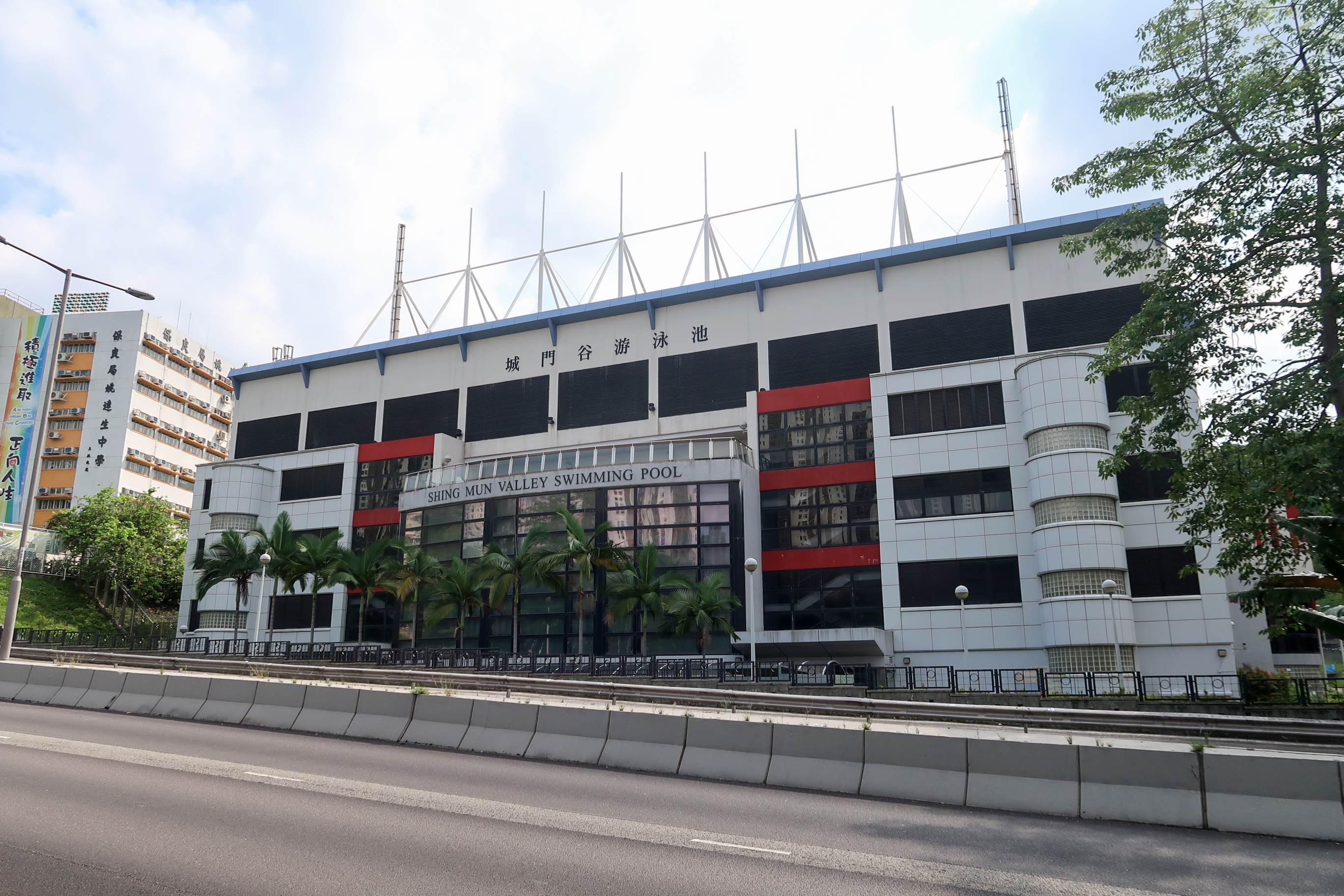
城門谷游泳池入口

城門谷游泳池（英語：Shing Mun Valley Swimming Pool），前稱城門谷綜合泳館（Shing Mun Valley Swimming Complex），位於香港新界荃灣區城門道21號，毗鄰城門谷公園，於1999年12月5日啟用，建築費用達4億3200萬。現時由康樂及文化事務署管理。原址為古坑村。
在非泳季期間（11月至3月）室內泳池如常開放。其最大特色是室內主池，採用多用途設計，池內設有平台設備，可以被調較成為一個標準泳池、兩個短池及跳水池。

## 場內設施
室內設施
- 主池（深水區）［長25米、寬25米（2-3泳線）、水深2米）］
- 主池（淺水區）［長23.5米、寬25米（0泳線）、水深1.2米）］
- 觀眾席（1,000座位）、電子顯示板、家庭更衣室

戶外設施
- 習泳池（設有安全斜道，水深0.65米-0.95米）
- 訓練池（長25米、0泳線、水深1.2米）
- 嬉水池（附設噴水池、噴泉等、最深處水深0.5米）
- 遊樂池（水深0.5米-1.2米）
- 2條滑水梯

在不向公眾開放的情況下，室內主池可以調節成：
- 長50米、寬25米、水深2米（可供游泳比賽之用）
- 長23.5米、寬25米、水深5米（可供跳水比賽或表演之用）

## 開放時間
| 夏季開放時間表（4月至10月）                                                                                | 夏季開放時間表（4月至10月） | 夏季開放時間表（4月至10月） |
| --- | --------------------------- | --------------------------- |
| 第一節：上午6時30分至中午12時                                                                              | 第二節：下午1時至6時30分    | 第三節：晚上7時30分至10時   |
| 暫停開放時間：中午12時至下午1時及下午6時30分至7時30分                                                      |                             |                             |
| 冬季開放時間表（11月至翌年3月，只開放室內主池）                                                            |                             |                             |
| 第一節：上午6時30分至中午12時                                                                              | 第二節：下午1時至6時        | 第三節：晚上7時至9時30分    |
| 暫停開放時間：中午12時至下午1時及下午6時至7時                                                              |                             |                             |
| 配合每年維修工程的暫停開放時間                                                                             |                             |                             |
| 戶外訓練池、習泳池、嬉水池：11月1日至翌年4月15日 室內主池：5月1日至6月30日                                 |                             |                             |
| 每周大清潔行動                                                                                             |                             |                             |
| 本公眾游泳池逢星期一進行一次大清潔行動，時間為上午10時至第二節開放時段完結為止，而泳池會於同日第三節重開。 |                             |                             |

## 附近建築物
- 城門谷公園
- 城門谷運動場
- 蕙荃體育館
- 石圍角邨
- 關門口村

## 外部連結
- 康樂及文化事務署－城門谷游泳池 （页面存档备份，存于）